# Volta a Espanha de 2015
A 70.ª edição da Volta a Espanha foi disputada de 22 de agosto a 13 de setembro de 2015, entre as localidades de Puerto Banús e Madrid, com um percurso total aproximado de 3.374,4 km repartidos em 21 etapas.
Nove localidades foram saídas inéditas em 2015, Alhaurín de la Torre, Mijas, Rota, Jódar, Puebla de Don Fadrique, Torrevieja, Comillas, Roa e Medina del Campo; enquanto também foram finais inéditos de etapa El Caminito del Rey, Vejer de la Fronteira, Alcalá de Guadaíra, Sierra de Cazorla, Alpujarras, Cumbre del Sol, Benitachell, Encamp, Fuente del Chivo, Sotres, Cabrales, Ermita de Alva Quirós e Cercedilla.

## Equipas participantes
A princípios do 2015 a Organização confirmou os 22 equipas que disputaram a carreira: os 17 de categoria Equipas UCI ProTeam (ao ser obrigada e ter assegurada sua participação); mais 5 de categoria Profissional Continental convidados pela organização (Caja Rural-Seguros RGA, Team Europcar, Cofidis, Colombia e MTN Qhubeka). Formando assim um peloton de 198 ciclistas (cerca do limite de 200 estabelecido para corridas profissionais), com 9 corredores a cada equipa. As equipas participantes são:

## Etapas
Das 21 etapas, 13 foram em media e alta montanha, com 8 chegadas em alto. Ademais contou com 6 etapas planas e 2 contrarrelógio, a primeira delas por equipas.
| Etapa | Data           | Percurso                               | km         | Vencedor             | Líder             |
| 1.ª   | 22 de agosto   | Puerto Banús-Marbella                  | 7,4 (CRE)  | BMC Racing Team      | Peter Velits      |
| 2.ª   | 23 de agosto   | Alhaurín de la Torre-Caminito del Rey  | 158,7      | Esteban Chaves       | Esteban Chaves    |
| 3.ª   | 24 de agosto   | Mijas-Málaga                           | 158,4      | Peter Sagan          | Esteban Chaves    |
| 4.ª   | 25 de agosto   | Estepona-Vejer de la Frontera          | 209,6      | Alejandro Valverde   | Esteban Chaves    |
| 5.ª   | 26 de agosto   | Rota-Alcalá de Guadaíra                | 167,3      | Caleb Ewan           | Tom Dumoulin      |
| 6.ª   | 27 de agosto   | Córdoba-Sierra de Cazorla              | 200,3      | Esteban Chaves       | Esteban Chaves    |
| 7.ª   | 28 de agosto   | Jódar-Alpujarras                       | 191,1      | Bert-Jan Lindeman    | Esteban Chaves    |
| 8.ª   | 29 de agosto   | Puebla de Don Fadrique-Murcia          | 182,5      | Jasper Stuyven       | Esteban Chaves    |
| 9.ª   | 30 de agosto   | Torrevieja-Cumbre del Sol. Benitachell | 168,3      | Tom Dumoulin         | Tom Dumoulin      |
| 10.ª  | 31 de agosto   | Valencia-Castellón                     | 146,6      | Kristian Sbaragli    | Tom Dumoulin      |
| 11.ª  | 2 de setembro  | Andorra la Vieja- Encamp               | 138        | Mikel Landa          | Fabio Aru         |
| 12.ª  | 3 de setembro  | Escaldes Engordany-Lérida              | 173        | Danny van Poppel     | Fabio Aru         |
| 13.ª  | 4 de setembro  | Calatayud-Tarazona                     | 178        | Nelson Oliveira      | Fabio Aru         |
| 14.ª  | 5 de setembro  | Vitoria-Alto Campoo. Fuente del Chivo  | 215        | Alessandro De Marchi | Fabio Aru         |
| 15.ª  | 6 de setembro  | Comillas-Sotres. Cabrales              | 175,8      | Joaquim Rodríguez    | Fabio Aru         |
| 16.ª  | 7 de setembro  | Luarca-Ermita de Alba. Quirós          | 185        | Fränk Schleck        | Joaquim Rodríguez |
| 17.ª  | 9 de setembro  | Burgos-Burgos                          | 38,7 (CRI) | Tom Dumoulin         | Tom Dumoulin      |
| 18.ª  | 10 de setembro | Roa-Riaza                              | 204        | Nicolas Roche        | Tom Dumoulin      |
| 19.ª  | 11 de setembro | Medina del Campo-Ávila                 | 185,8      | Alexis Gougeard      | Tom Dumoulin      |
| 20.ª  | 12 de setembro | San Lorenzo de El Escorial-Cercedilla  | 175,8      | Rubén Plaza          | Fabio Aru         |
| 21.ª  | 13 de setembro | Alcalá de Henares-Madrid               | 98,8       | John Degenkolb       | Fabio Aru         |
|       |                | Total                                  | 3357       |                      |                   |